# Schlacht von Goito
Die Schlacht von Goito wurde am 30. Mai 1848 zwischen italienischen Streitkräften unter Führung des Königreichs Sardinien-Piemont und Verbänden des Kaisertums Österreich ausgetragen. Die für die Piemontesen und ihre Verbündeten erfolgreiche Schlacht bildete den Abschluss der ersten Phase des ersten italienischen Unabhängigkeitskriegs.

## Hintergrund
In ganz Europa brachen im Jahr 1848 Volksaufstände gegen die Restauration des Absolutismus aus. Doch in Italien und anderen von Österreich beherrschten Gebieten ging es vor allem auch um nationale Selbstbestimmung. In Mailand nahm der Volksaufstand (18. bis 22. März 1848) solch gravierende Ausmaße an, dass sich die österreichischen Truppen unter Radetzky aus der Stadt und aus der Lombardei in das Festungsviereck Mantua-Peschiera del Garda-Verona-Legnago zurückziehen mussten, um auf Verstärkungen aus Österreich zu warten.
Das unabhängige Königreich Sardinien-Piemont wurde daraufhin von vielen Seiten in Italien aufgefordert, sich an die Spitze der Einigungsbewegung zu stellen und den Moment zu nutzen, um die österreichische Herrschaft in Norditalien zu beenden. Am 23. März 1848 erklärte König Karl Albert von Savoyen der Donaumonarchie den Krieg. Der piemontesischen Armee schlossen sich 7.000 Männer aus der Toskana an, 10.000 Soldaten wurden vom Kirchenstaat zur Verfügung gestellt, 16.000 vom Königreich Neapel. Diese zusätzlichen Kräfte erreichten den Kriegsschauplatz aber erst mit einiger Verspätung, weswegen das Königreich Sardinien-Piemont zunächst allein gegen die Armee des Kaisertums Österreich vorging.

## Vorkämpfe im Festungsviereck
Am Mincio, einem Abfluss des Gardasees, der zugleich den Westabschnitt des österreichischen Festungsvierecks zwischen Peschiera und Mantua darstellte, stießen die piemontesischen Truppen am 8. April 1848 auf die österreichischen Stellungen bei der strategisch wichtigen Brücke von Goito. Piemontesische Bersaglieri nahmen nach einem ersten Gefecht mit der österreichischen Brigade Wohlgemuth bei Goito sowohl den Ort als auch einen Flussübergang ein. Kurz danach gewannen sie zwei weitere Gefechte bei den weiter nördlich, ebenfalls am Mincio gelegenen Orten Valeggio (9. April) und Monzambano (10. April). Daraufhin drangen sie in das Festungsviereck ein und erzielten am 30. April am Plateau von Rivoli bei Pastrengo gegenüber der zum kaiserlichen I. Korps gehörenden Division des FML Wocher einen ersten größeren Erfolg. 
Ein weiterer starker Angriff der Piemontesen am 6. Mai bei Santa Lucia gegen die kaiserliche Rideau-Stellung westlich vor Verona konnte jedoch von Radetzky zurückgeschlagen werden. Am 25. Mai war das österreichische III. Korps (14 Bataillone, 11 Schwadronen und 53 Geschütze) unter FML Thurn und Valsassina im Festungsbereich vor Verona eingetroffen und verstärkte Radetzkys Hauptmacht auf 45.000 Mann, womit die Möglichkeit für wirksame Gegenangriffe gegeben war. 
Am 27. Mai begann der wegen der Not Peschieras zum Handel gezwungene Radetzkys einen südlichen Flankenmarsch, wobei die Armee mit drei starken Kolonnen nach Mantua abmarschierte, um die gegnerische Front am Mincio von Süden her zu umgehen. In der Festung Verona verblieb eine Notbesatzung von 16000 Mann unter  FML Franz von Weigelsberg zurück. Das österreichische I. Korps unter FML Graf Wratislaw marschierte derweil über Tombetta und Trevenzuolo nach Castebelforte ab, dicht darauf folgte das II. Korps unter d`Aspre sowie das Reservekorps unter FML von Wocher. Am 28. Mai abends erreichte Radetzkys Armee die Festung Mantua und vereinigte sich dort mit der Garnison des Kommandanten Gorzkowski. In der Schlacht von Curtatone und Montanara stieß dann das I. Korps (15.200 Mann) der Österreicher am 29. Mai 1848 auf den erbitterten Widerstand von etwa 5.000 neapolitanischen Freiwilligen und Studenten und Dozenten der Universitäten von Pisa und Siena. Diese Kämpfe gaben dem nördlich davon stehende piemontesischen 1. Armeekorps ausreichend Zeit, sich bei Goito gegen den Umfassungsangriff Radetzkys vorzubereiten und für den folgenden Tag einen Gegenangriff anzusetzen.

## Die Schlacht von Goito

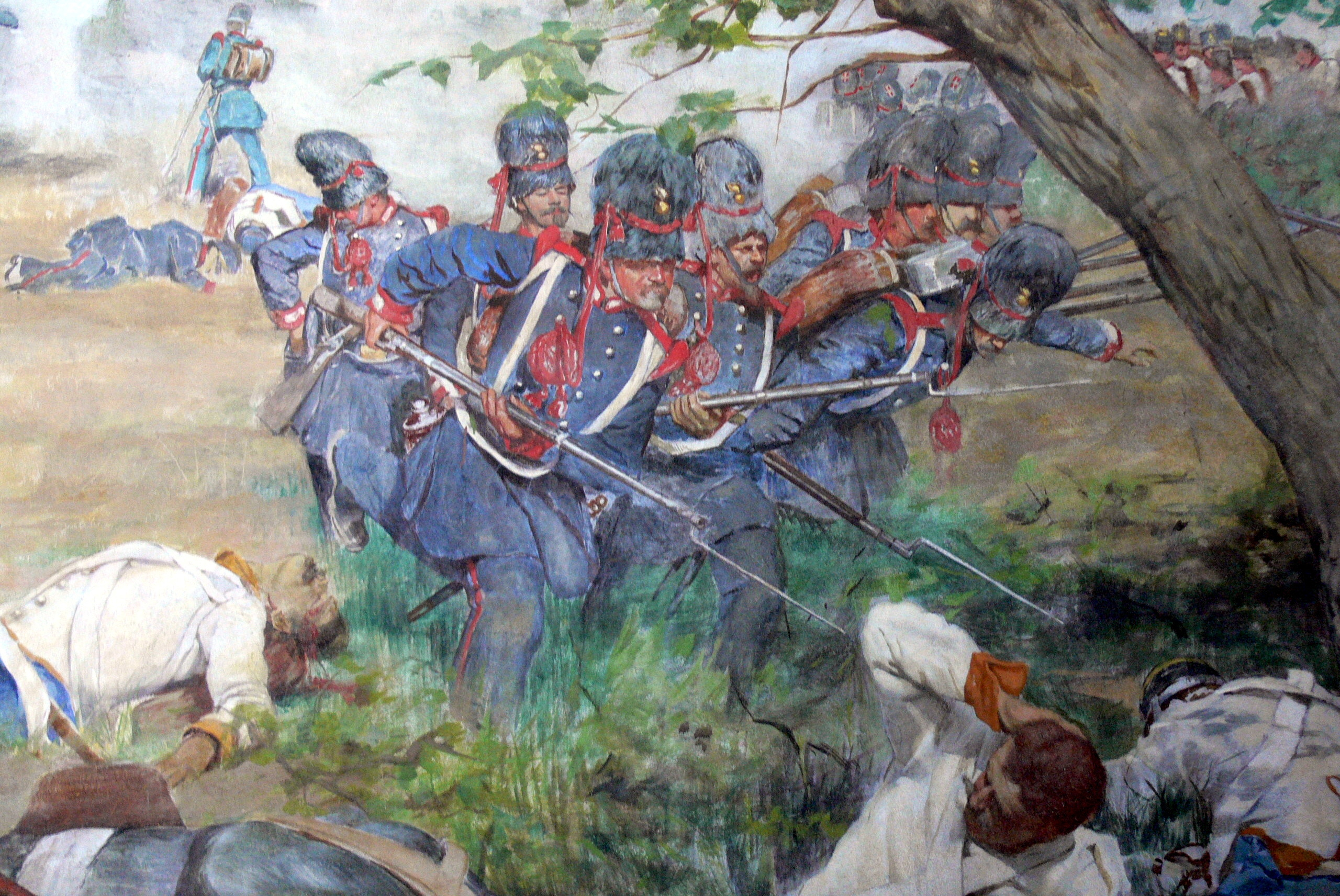
Schlachtszene, Fresko im Torre di San Martino della Battaglia, Lombardei

Am 30. Mai erwartete Karl Albert auf dem Somenzari-Hügel den österreichischen Angriff. Generalleutnant Eusebio Bava, Kommandierender des sardischen 1. Korps, hatte sich hier bereits auf 23.000 Mann und 54 Kanonen verstärkt, weitere neun Bataillone wurden in Volta als Reserve zusammengezogen.
Radetzkys mittlere Gruppe – die Division Generalmajor  Felix zu Schwarzenberg – griff um 15:30 Uhr zunächst ganz offensichtlich den bei Goito stehenden linken piemontesischen Flügel an, leitete aber kurz danach eine Umfassung des ungünstiger stehenden rechten Flügels ein. Die Brigade Benedek erreichte über Rivalta als Vorhut Goito, dahinter folgte das I. Reserve-Korps unter FML Wocher nach. Am rechten Flügel war das II. Korps unter FML d´Aspre (13.400 Mann) über Castelucchio im Anmarsch auf Ceresara. Die Brigade Wohlgemuth war angewiesen, links von der Brigade Benedek vorzurücken, und die Brigade Strassoldo wurde gegen die rechte Flanke des Feindes bei Gobbi angesetzt. Unter dem Druck des österreichischen I. Korps (FML Wratislaw) zog sich eine piemontesische Brigade zunächst zurück. Ein sofortiger piemontesischer Gegenangriff zwang die durch den Anmarsch übermüdeten Truppen jedoch schnell in die Defensive. Auf österreichischer Seite hatten bis dahin nur die Brigaden Benedek, Wohlgemuth und Strassoldo im Kampf gestanden. Gegen 18 Uhr griff der piemontesische Kronprinz Viktor Emanuel mit zwei frischen Brigaden das Zentrum und den linken Flügel der Österreicher heftig an. Im Hauptgefecht standen etwa 18.000 Sarden (1. Division unter General d'Arvillers und die Reserve-Division unter dem Herzog von Savoyen) nur 12.000 Mann des I. Korps gegenüber. 
Wäre das österreichische Reserve-Korps (FML Wocher) nicht untätig in Rivalta stehen geblieben und auf der Straße nach Santa Maria weiter vorgegangen, hätte es den bedrängten linken Flügel des I. Korps unterstützen können. Nachdem die Österreicher im starken feindlichen Artilleriefeuer nicht mehr vorankamen, brach Radetzky das Gefecht vollständig ab, zog seine Truppen überstürzt nach Rivalta und Sacca zurück und trat den Rückzug auf Verona an. Die Schlacht dauerte insgesamt vier Stunden und forderte auf beiden Seiten relativ geringe Verluste. Sie hinderte aber Radetzky daran, die Piemontesen und ihre Verbündeten entscheidend zu schlagen und die belagerte Festung Peschiera zu befreien.
Peschiera wurde von den Piemontesen schließlich noch vor Monatsende eingenommen, die 1200 Mann starke Besatzung unter FML Rath musste wegen Hungers aufgeben und lieferte dem Gegner 125 Geschütze aus.

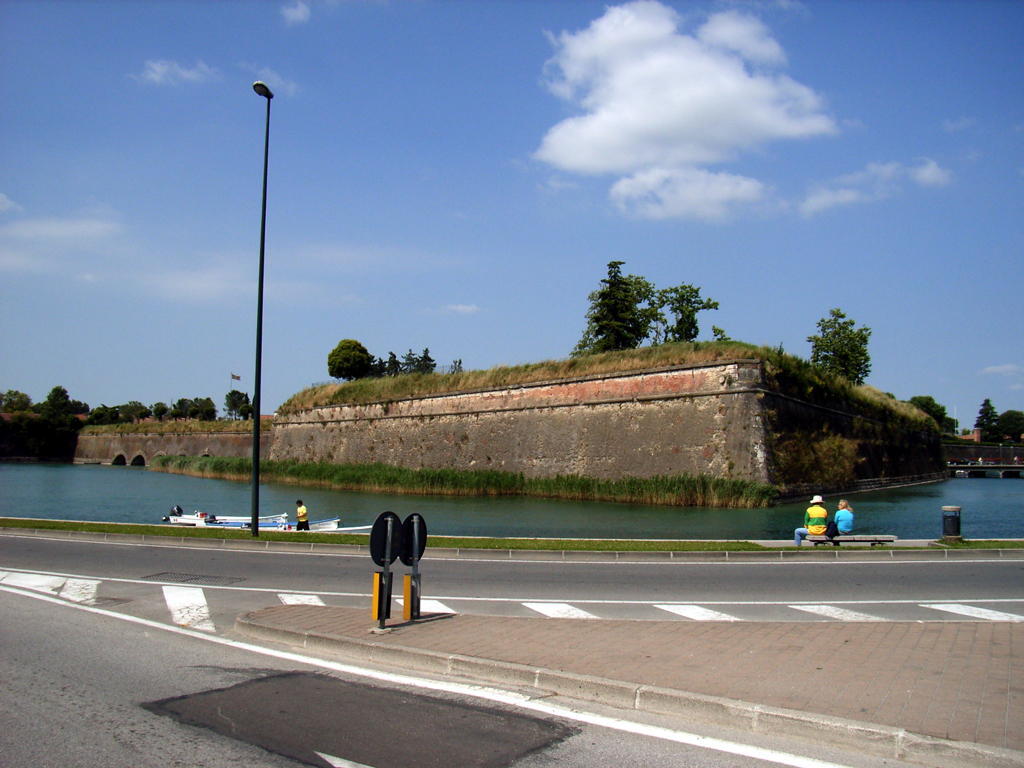
Festung Peschiera

Dieser für italienische Verhältnisse große Erfolg gegen die militärisch erfahreneren und von Radetzky im Allgemeinen sehr gut geführten Österreicher führte auf italienischer Seite zu überschäumenden Freudenfesten. Karl Albert wurde spontan zum „König von Italien“ erklärt.

## Die Wende
Kurz danach wendete sich das Blatt. In Frankreich und Österreich gewannen die konservativen Kräfte die Oberhand zurück, und der Papst zog das päpstliche Korps aus Norditalien ab. Auch der von ständigen Revolten bedrohte König von Neapel beorderte seine Truppen zurück. Der unentschlossene Karl Albert ließ anderthalb Monate tatenlos vergehen und damit den Österreichern genügend Zeit, sich zu verstärken. 
Schließlich konnten Radetzkys Truppen die Piemontesen am 25. Juli in der Schlacht bei Custozza und am 26. und 27. Juli in der Schlacht bei Volta besiegen. Mailand wurde wieder besetzt und der Gegner am 8. August 1848 zu einem Waffenstillstand gezwungen, durch den Österreich seine Herrschaft in Norditalien wiederherstellen konnte.